# Chromodoris dianae

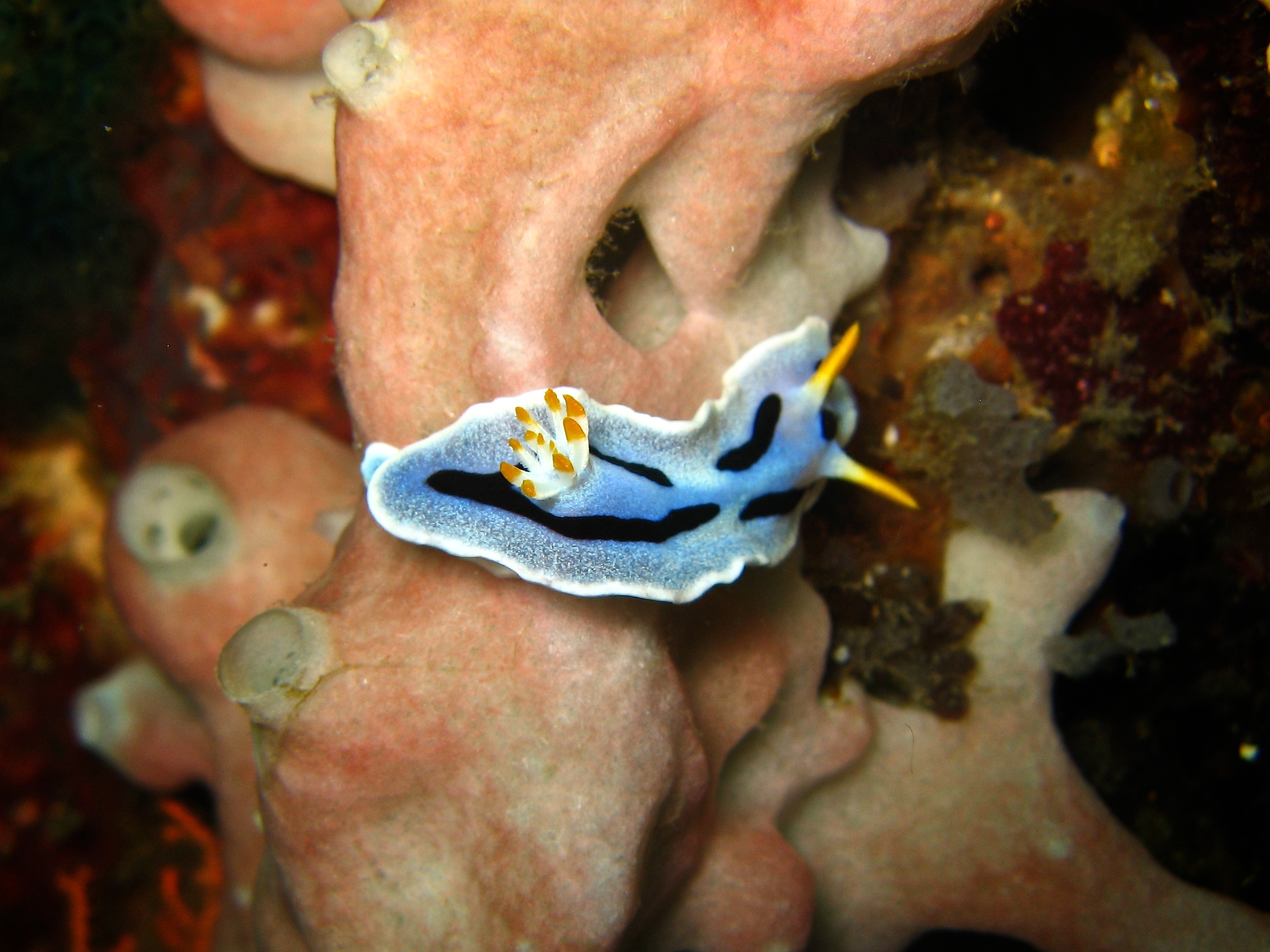

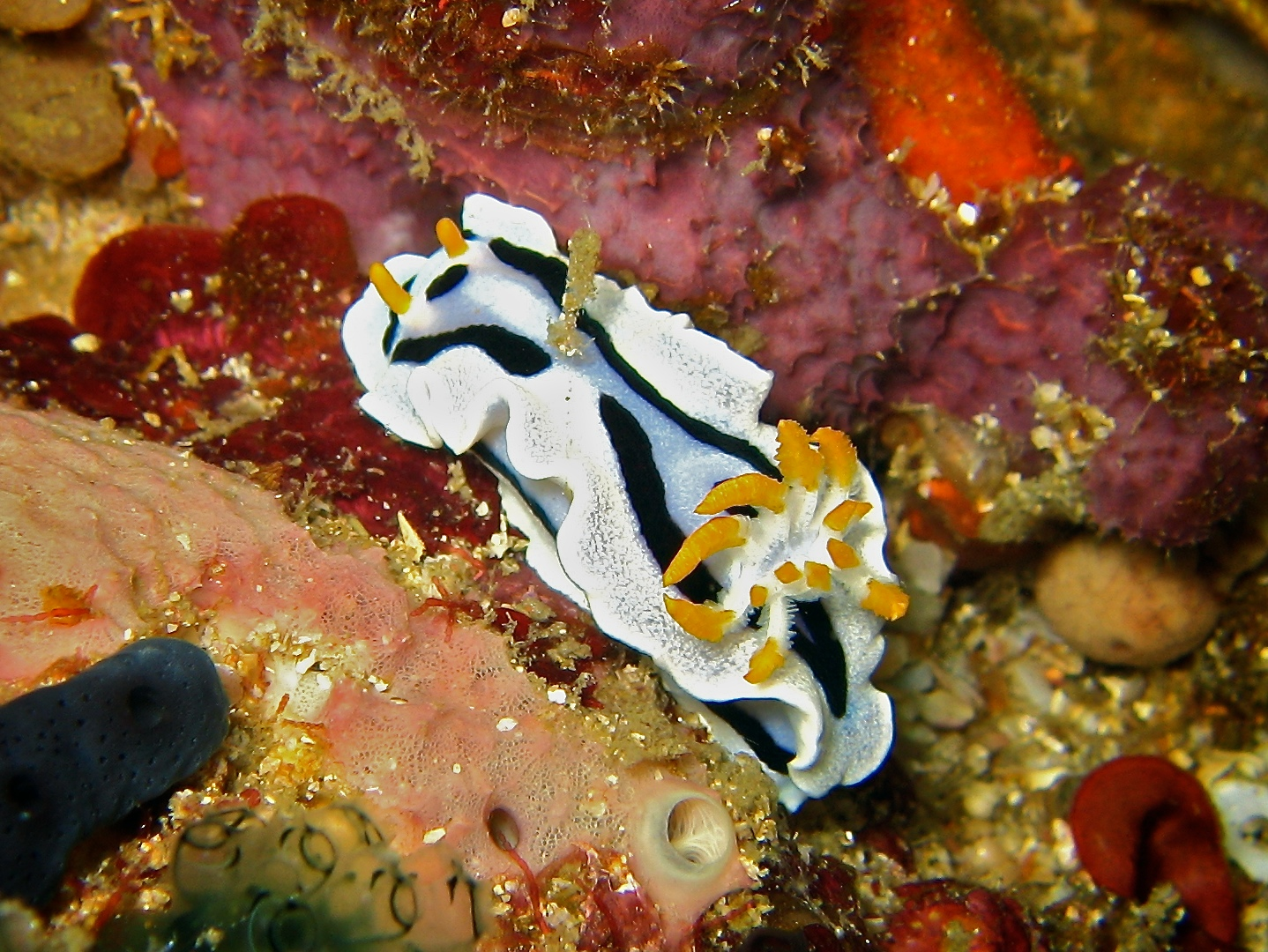

Chromodoris dianae es una especie de molusco nudibranquio de la familia Chromodorididae.

## Morfología
El manto dorsal, de forma más o menos ovalada, es de color azul pálido o, en ocasiones, casi blanco. Su aspecto es granular, con motitas oscuras diseminadas densamente por toda la superficie. Tiene una serie de manchas negras, normalmente alargadas, en combinación con gruesos puntos, también negros, que contrastan con el tono claro del manto. Según el ejemplar, hay múltiples combinaciones de estas manchas. El manto está bordeado por una línea blanca en el margen, que recorre su perímetro. El pie es del mismo color que el cuerpo y se extiende posteriormente más allá del manto.
Para investigar el medio utilizan dos tentáculos situados en la cabeza, llamados rinoforos, y otros dos tentáculos, situados cerca de la boca, que les sirven para oler, detectar estímulos químicos y tocar. Carecen de órgano de la vista propiamente dicho, en su lugar tienen una pequeña esfera dentro del cuerpo situada detrás y en el centro de los rinoforos, que le sirve para detectar luz o sombras. En la parte posterior del dorso, tiene unos apéndices, entre 9 y 14, de apariencia plumosa que son las branquias que utiliza para respirar. En el centro de las branquias se sitúa la papilla anal. Todos estos apéndices, salvo los bucales, son de color naranja, siendo frecuente que el tercio inferior de los mismos sea blanco.
Su contrastada combinación de colores, como en otras especies animales, es un aviso al resto de habitantes del arrecife sobre la toxicidad y/o desagradable sabor de su dermis, convirtiéndose en una estrategia de defensa, o aposematismo. Son lentos de movimiento y cuando son tocados por un predador, se encogen y esconden los rinoforos.
Alcanza los 6 cm de longitud.
Similar en apariencia a C. willani, C. lochi y C. boucheti. 

## Alimentación
Es carnívoro y come principalmente esponjas. 

## Reproducción
Como todos los opistobránquios, son hermafroditas y producen tanto huevos como esperma. Las masas de huevos las depositan en espirales aplanadas. 
El conducto genital y la prominente abertura genital están situados cerca de la cabeza, en el lado derecho del cuerpo. Tras la fertilización producen larvas planctónicas, que cuentan con una concha para protegerse durante la fase larval, y que, al evolucionar a su forma definitiva la pierden. La larva deambula por la columna de agua hasta que encuentra una fuente de comida, normalmente esponjas, entonces se adhiere y evoluciona al animal adulto.

## Hábitat y distribución
Se distribuye en el Pacífico tropical, en Filipinas, Indonesia y Borneo.
Asociados a arrecifes, son bénticos y diurnos. Se localizan en los extremos de los muros y en los frentes de arrecifes soleados, desde los 10 hasta los 30 m de profundidad.